# 가나야정 (와카야마현)
가나야정(金屋町)은 와카야마현 아리다군에 설치되었던 정이다. 현재의 아리다가와정에 해당한다.